# José María Pinaud
José María Pinaud (* 1885; † 1948) war ein Politiker und Massenmedieneigentümer in Costa Rica.

## Leben
Pinaud war Eigentümer der Zeitung La Tribuna und des Radiosenders Radio América Latina. Er war außerdem Mitglied der Partido Nacional und Parlamentsabgeordneter.

## Esbirro
Unter der Regierung Alfredo González Flores war Pinaud bis zu seinem Sturz am 21. Januar 1917 Leiter der Polizei.
Am 27. Januar 1917 proklamierte Pinaud mit Rudecindo Guardia, Federico Alberto Tinoco Granados in der Kaserne Cuartel de Artilleria zum Präsidenten.
Tinoco nutzte das Oficina Central de Detectives zur Verfolgung von Gegnern seiner Diktatur.
Juan Bautista Quirós Segura ließ die Oficina Central de Detectives schließen und verteilte je elf Esbirros genannte Detectives auf einzelne Polizeireviere. Die Polizeistruktur blieb unangetastet und wurde von 1920 bis 1928 von Pinaud geleitet. Er legte besonderen Wert auf die Verfolgung von Eigentumsdelikten und ließ so die Gefängnisse füllen. In seiner Schrift Cómo nos roban prägte Oberst Pinaud 1921 den Begriff des Apachismo, des Lumpentums, mit welchem er gefährliche Gruppen zusammenfasst und in sein Gabinete Antropométrico sperren wollte, um einen Beitrag zur sozialen Hygiene zu leisten.
Im Guerra de Coto Grenzkonflikt mit Panama Anfang 1921 war Pinaud an der Besetzung von Ciudad de Almirante in der Provinz Bocas del Toro beteiligt.

## La Tribuna
1919 war Pinaud Redakteur der Tageszeitung La Prensa und von 1918 bis 1930 Eigentümer und Verleger der Tageszeitung La Tribuna.
Am 24. Mai 1934 verkaufte Luis Rafael de la Trinidad Otilio Ulate Blanco seine Aktien an der Zeitung La Tribuna an seinen Sozius Pinaud, welcher damit Alleineigentümer wurde. La Tribuna entwickelte sich in der Folge zu einer der auflagenstärksten Zeitungen in Costa Rica.
Beim Gran Huelga Bananera del Atlántico 1934 war Pinaud Mediator. Pinaud war Mitunterzeichner eines Vertrages mit der Regierung, welcher nach dem Streik vom 9. bis zum 28. August 1934 unterzeichnet wurde. Dieser sah 4,20 Costa-Rica-Colónes für einen sechsstündigen Arbeitstag vor, örtliche Bananenaufkaufstellen mit Preisen, welche den Preisen in der Umgebung entsprachen. Arbeitsmaterial sollte zu Gestehungskosten an die Arbeiter verkauft werden. Eine medizinische Versorgung sollte auf allen Fincas entsprechend der Anzahl der beschäftigten Arbeiter eingerichtet werden. Den Streikbeteiligten wurde eine Amnestie zugesagt und die Gewerkschaft der Bananenarbeiter anerkannt. Der Vertrag wurde von den Bananenproduzenten aus Costa Rica, dem Arbeitsminister und den Streikführern unterzeichnet. UFCO widerrief ihre Zustimmung zu diesem Vertrag. Die Regierung Ricardo Jiménez Oreamuno stationierte weitere Polizeieinheiten in der Region. Am 10. September 1934 steckte die Polizei, das Streiklokal bei 26 Milas in Brand und unterband die Versorgung der Provinz.
Der Gleiskörper der Eisenbahnlinie von San José nach Puerto Limón wurde teilweise abgetragen und Schienen aufgebogen. Die Arbeiter requirierten daraufhin Nahrungsmittel. Die streikenden Carlos Luís Fallas, Jaime Cerdas Mora, Arnoldo Ferreto, Lino Octavo Bustos und Tobiás Vaglio kamen in Haft.
1942 war der Radiosender 690 Kilohertz und 2,5 Kilowatt Radio América Latina (Fernschreiberkennung TIJMP) in San José im Eigentum von Pinaud.
La Tribuna vertrat die Politik der Regierung Rafael Ángel Calderón Guardia und war im Eigentum von José María Pinaud.
1945 kaufte Pinaud eine gebrauchte Druckmaschine in den USA für eine neue Zeitung, diese verkaufte er. In dieser entstand die Zeitung La Nación.
Seit 1925 wurde in Costa Rica in geheimer Wahl abgestimmt. 1946 sprach sich Pinaud für die Wiedereinführung von öffentlichen Abstimmungen als Mittel gegen Wahlbetrug aus.
Pinaud schlug den Guanacaste (Baum) als Nationalbaum von Costa Rica vor, um an die Annexion des Partido de Nicoya in das Staatsgebiet von Costa Rica zu erinnern.

## Veröffentlichungen
- El Secreto dolor del perodista
- La epopeya del civismo costarricense, El 7 de noviembre de 1889, Imprenta La Tribuna San José 1942